# Eduardo Rosales

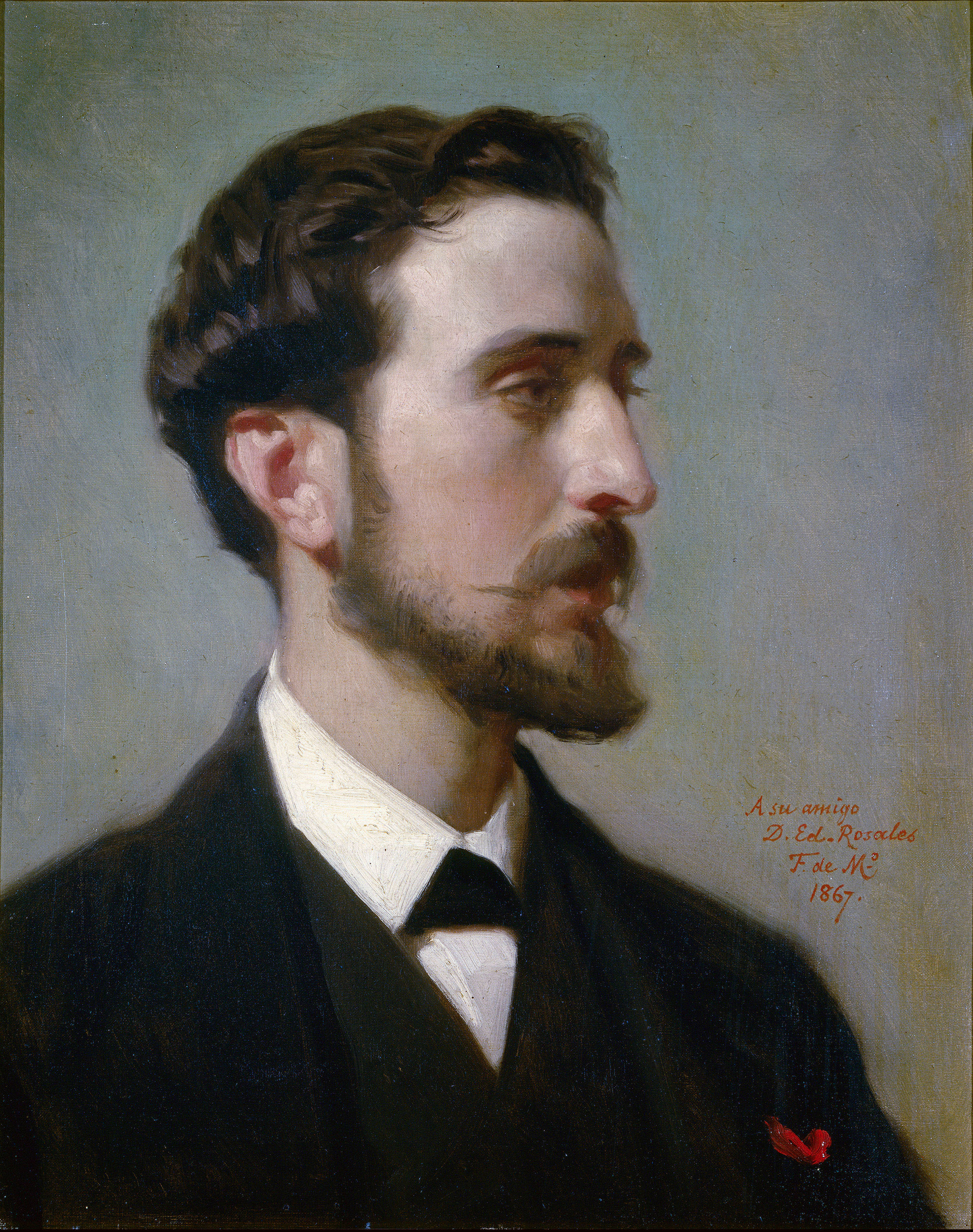
Eduardo Rosales porträtiert von Federico de Madrazo y Kuntz (1867)

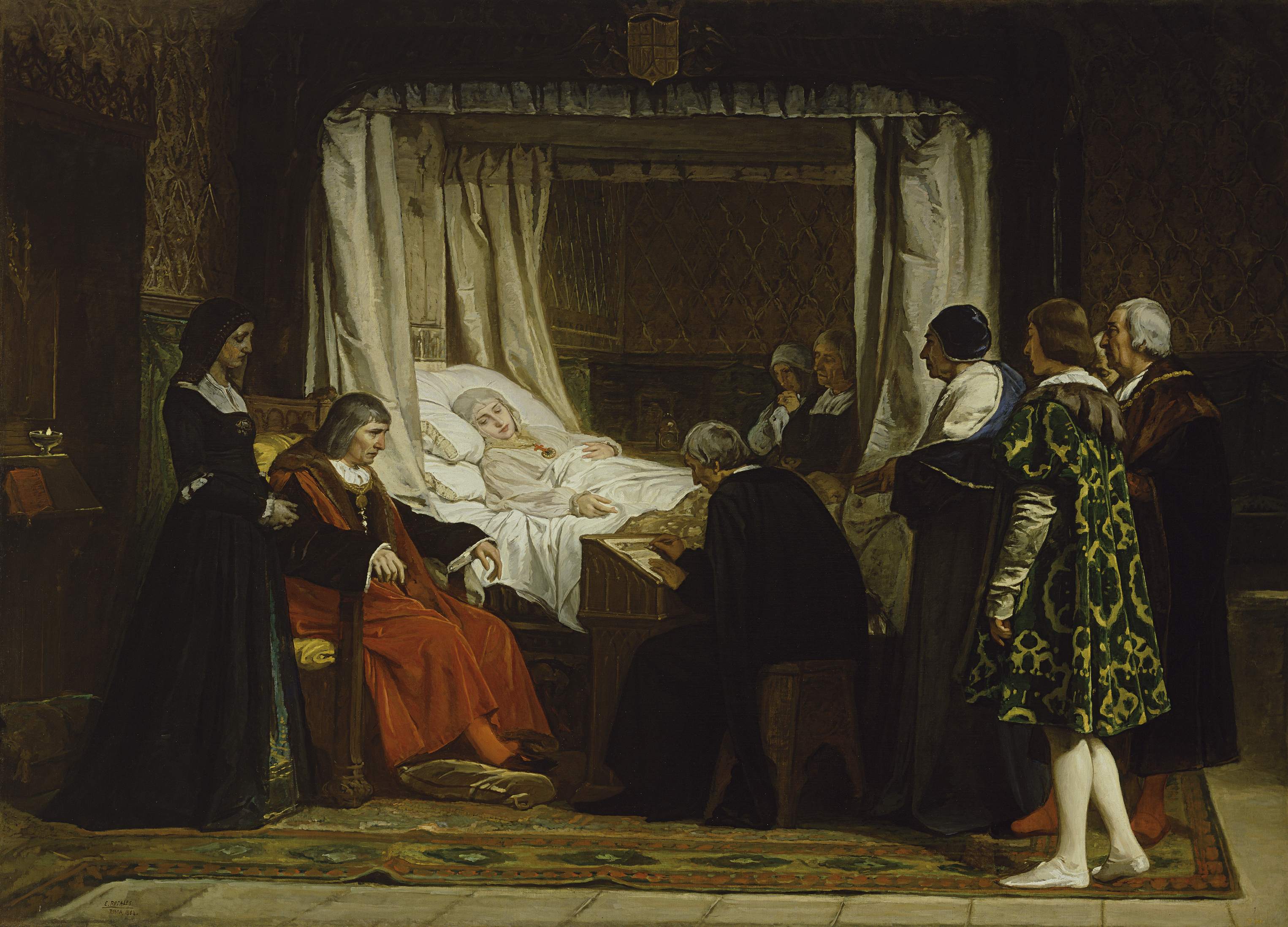
Eduardo Rosales: Das Testament von Isabella der Katholischen (1864, Prado)

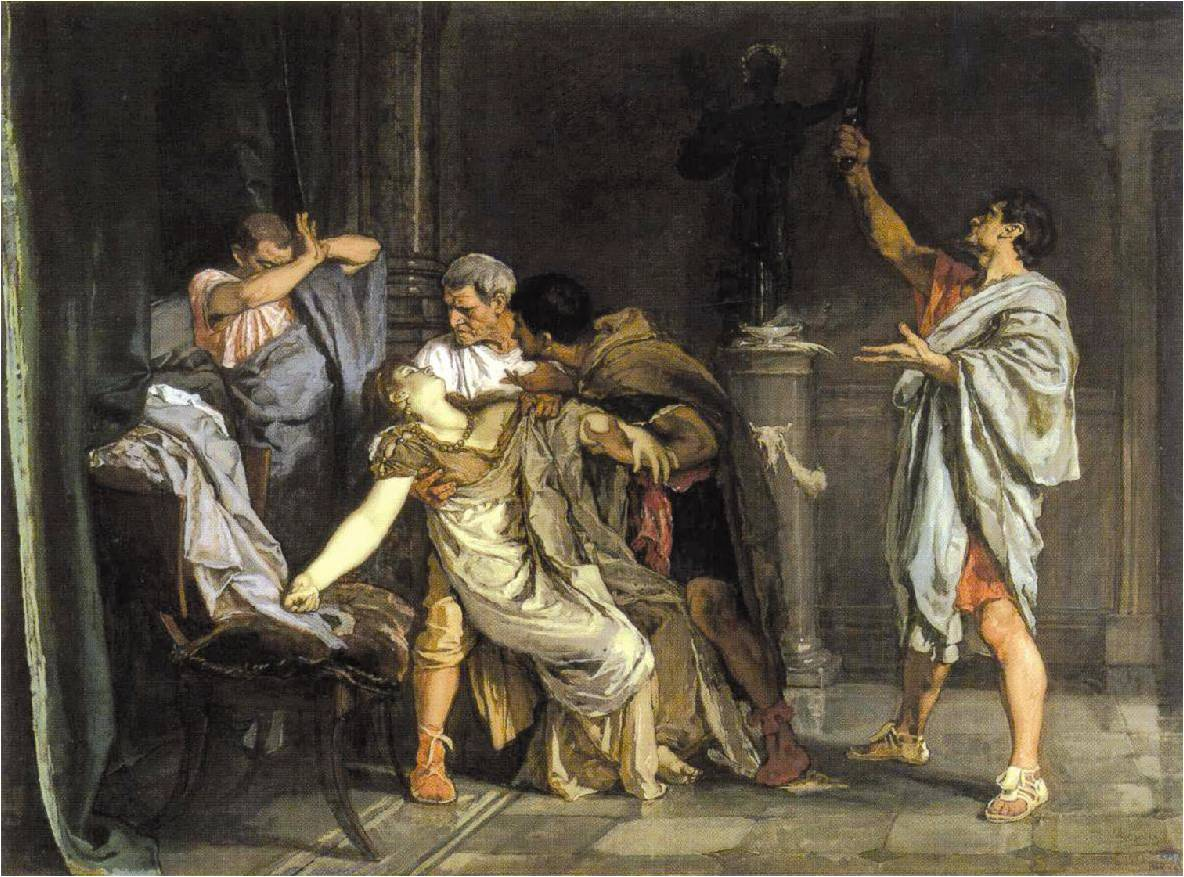
Eduardo Rosales: Der Tod der Lucretia (1871, Prado)

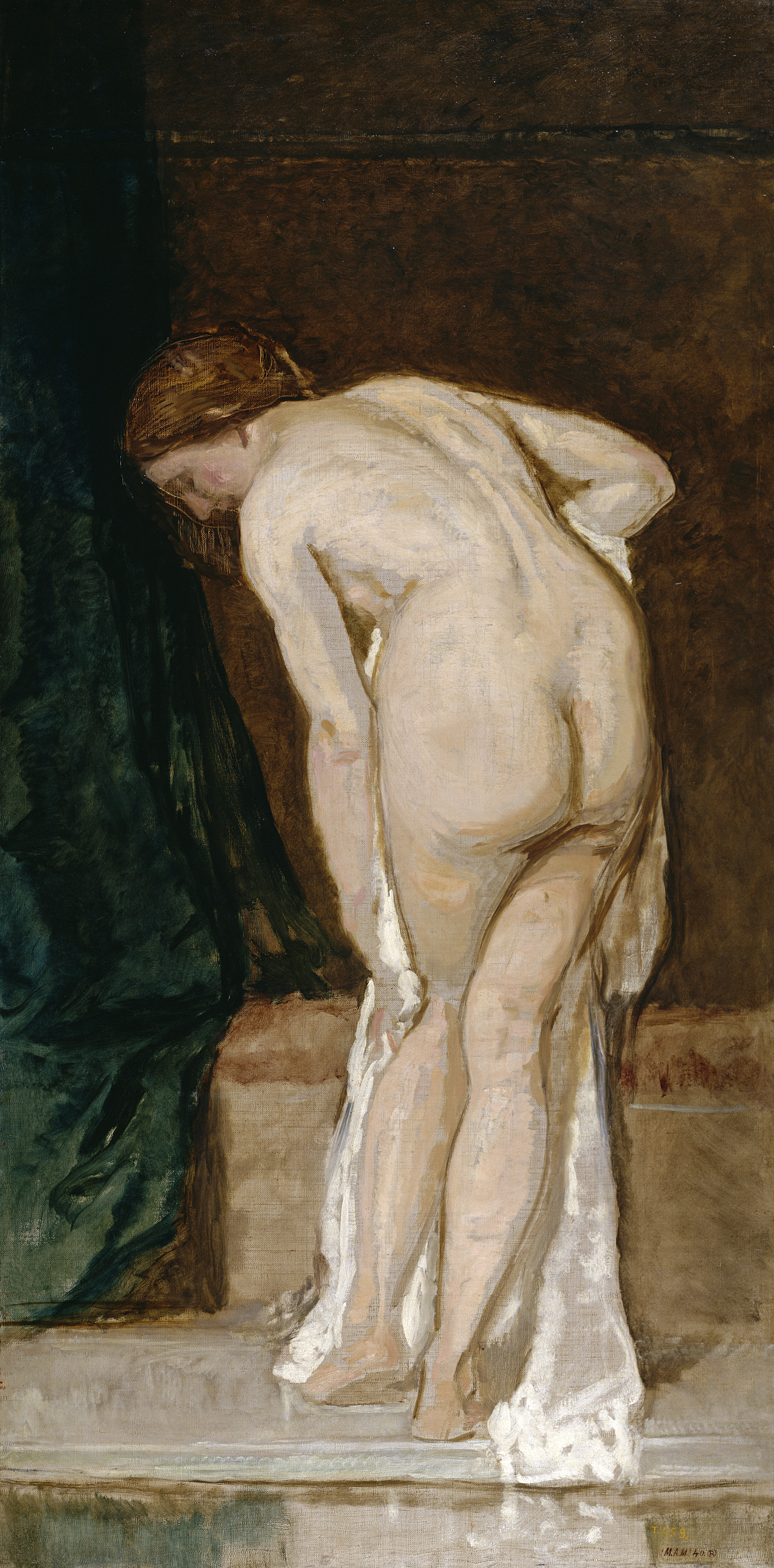
Eduardo Rosales: Dem Bad entsteigende Frau (1869, Prado)

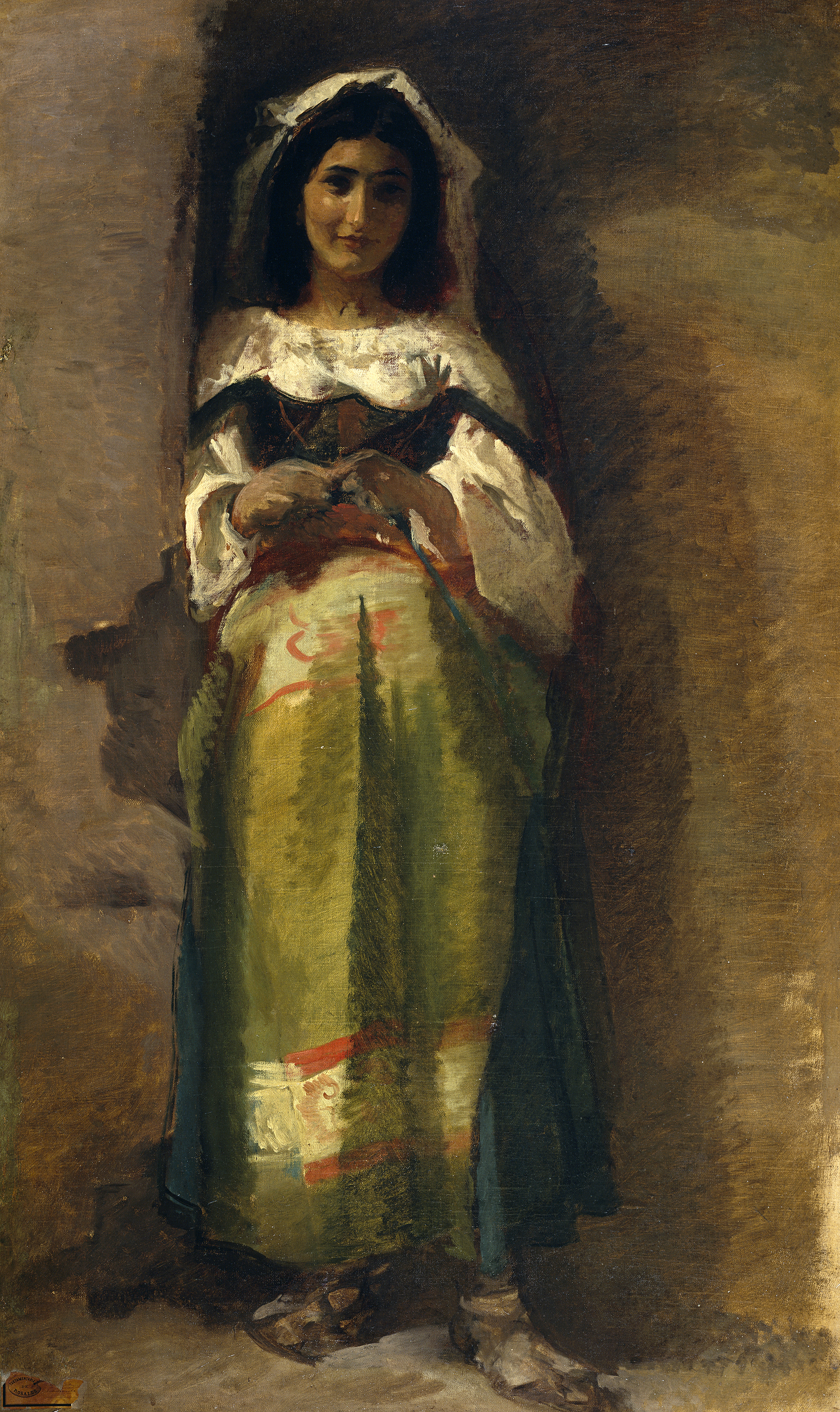
Eduardo Rosales: Ciocciara (1862, Frau aus der Ciociaria, Prado)

Eduardo Rosales y Gallinas (* 4. November 1836 in Madrid; † 13. September 1873 ebenda) war ein spanischer Maler des Realismus, der sich später der Nazarener-Romantik zuwandte.

## Leben und Werk
Eduardo Rosales stammte aus ärmlichen Verhältnissen. Sein Vater war ein kleiner Staatsbediensteter. Seine Kindheit war geprägt durch wirtschaftliche Sorgen in der Familie. Als Jugendlicher verdiente er sich mühsam seinen Lebensunterhalt durch Kopieren von Zeichnungen. 1851 trat er als 15-Jähriger zu einer Künstlerausbildung in die Academia de Sant Fernando in Madrid ein und war dort Schüler von Federico Madrazo. 1855 starb sein Vater an Cholera. Infolge seiner zarten Konstitution und den beschriebenen sozialen Verhältnissen zog sich Rosales eine Tuberkuloseerkrankung zu, die ab 1856 offen zu Tage trat und zunehmend auch aufgrund nachlassender Sehkräfte seine künstlerischen Möglichkeiten limitierte. 

### Liebe zur italienischen Malerei
Die italienische Malerei im Escorial erweckte in Rosales das künstlerische Interesse für Italien. Trotz großer wirtschaftlicher Schwierigkeiten erfüllte sich Rosales 1857 seinen Traum und ging zusammen mit den Malern Vicente Palmaroli und Luis Álvarez Catalá zum Studium nach Rom. Auch hier zwangen ihn ungünstige Umstände zum Kopieren und zu künstlerischen Gelegenheitsarbeiten. Er fand kaum Zeit für eigenständiges künstlerisches Arbeiten. 1858 kehrte er nach Madrid zurück, jedoch nicht ohne die „Ewige Stadt“ aus künstlerischer Motivation heraus noch mehrmals in seinem Leben aufzusuchen. 

### Künstlerischer Durchbruch
Angestoßen durch den Nazarenischen Idealismus ließ er den künstlerischen Realismus hinter sich, ohne jedoch die Historienmalerei aufzugeben. Nach einem Krankenhausaufenthalt in Madrid reiste er 1859 – diesmal mit einem Stipendium ausgestattet – wieder nach Rom. Hier malte er das Bild Tobías y el ángel (1860, Tobias und der Engel). 1862 sandte er sein Bild Nena (Mädchen) zur Nationalausstellung nach Madrid, wo er erstmals von der Kritik lobend erwähnt wurde. 
Für das Werk Doña Isabel la Católica dictando su testamento (1864, Das Testament von Isabell der Katholischen) erhielt Rosales 1864 auf der Nationalausstellung in Madrid und auf der Weltausstellung in Paris 1867 Goldmedaillen. Zudem wurde Rosales aufgrund dieses Anlasses durch Napoleon III. zum Ritter der Ehrenlegion ernannt. Weitere höchste Auszeichnungen erlangte Rosales mit den Werken Presentación de don Juan de Austria al emperador Carlos V. (1859, Die Vorstellung von Juan de Austria bei Karl V.), La muerte de Lucrecia (1871, Der Tod der Lucretia) in Madrid. Die drei letztgenannten Werke hängen im Prado in Madrid. Rosales pflegte sowohl die Porträt- als auch die Landschaftsmalerei oft mit einer überraschend großen inneren Freiheit.

### Frühe Spätphase
1868 heiratete Rosales in Madrid seine Kusine Maxima Martinez de la Pedrosa. Zu dieser Zeit erhielt er zahlreiche Bestellungen aus der Aristokratie, aus religiösen und regierungsnahen Zirkeln. Inmitten der in den folgenden Jahren einsetzenden großen Erfolge wurde der Künstler immer hinfälliger, kämpfte aber unablässig weiter für sein Werk. Der berühmte Akt einer Frau Desnudo femenino o Al salir del baño (1869, Nackte Frau, die aus dem Bad steigt, Prado) vollendete er in einer für Spanien vollkommen neuen Kunstauffassung und Technik. 1872 starb mit Rosales Tochter Eloisa eines seiner beiden Kinder. Der an Leib und Seele gebrochene Künstler ging auf gesundheitliche Besserung hoffend nach Murcia und schuf noch einige Landschaftsbilder.  1872 bot ihm die spanische Regierung die Leitung des Prado an. 1873 trug man ihm die Leitung der Academia Española de Bellas Artes in Rom an. Rosales lehnte jedoch beide Angebote wegen seiner weit fortgeschrittenen Erkrankung ab. Diese Erkrankung führte 1873 zu seinem Tod.

## Wertung
Rosales war die Hauptfigur der spanischen Malerei im 19. Jahrhundert. Bereits in seinen frühen Werken tendierte er zu einem sehr persönlichen, geschichtsmonumentalen Stil, der aber gleichzeitig synthetisch und authentisch wirkte. Beispielhaft für diese Frühphase steht das in kalten Farben in einem romantischen Purismus realisierte Werk Tobias und der Engel von 1860. Populäre Figuren wie die Ciocciara von 1862 sind im Detail nicht ausgestaltet. In ähnlicher Weise hat er seine Frau Maxima Martinez ohne jegliche Schnörkel und Schmuck dargestellt. Sein Spätwerk entsteht als vollkommen eigenständige Interpretation der Malergrößen seiner Zeit. Neben dem internationalen Akademiestil dominiert bei Rosales vor allem der Velázquez-Stil, bis er selbst vollkommene plastische Autonomie erreicht. Beispielhaft für diese Endphase der künstlerischen Entwicklung steht La Condesa de Santoveni auch La Niña rosa genannt (1871, Prado).
Kunstgeschichtlich hat man Rosales oft mit den Anfängen des Impressionismus in Verbindung gebracht. Sein berühmter Frauenakt von 1869 und La muerte de Lucrecia gerieten wegen ihrer Motivik unter starke zeitgenössische Kritik. Rosales betonte in seinen Bildern stärker den Hintergrund als die im Vordergrund dargestellten Formen und Figuren. Aufgrund dieser malerischen Eigenart und aufgrund der genannten weit entwickelten Motivik sollte man ihn eher als die Vollendung der spanischen historischen Romantik und der Nazarener-Kunst auffassen. „Rosales war ein außerordentlich begabter Maler; er gab der Historienmalerei, die damals in dem langweiligen akademischen Zeitgeschmack zu versinken drohte, neue Frische und Lebendigkeit.“

## Trivia
Der katalanische Maler und Goldschmied Francesc Masriera hatte 1872 vor das Taller Masriera, den Kunsttempel von Barcelona, unter anderem eine Statue von Eduardo Rosales stellen lassen. Diese Statue gilt heute als verschollen. Im Parque del Oeste in Madrid steht eine von dem spanischen Bildhauer Mateo Inurria geschaffene Statue von Eduardo Rosales.